# Pologi (Zaporiyia)
Pologi (en ucraniano: Пологи, romanizado: Polohy, lit. 'nacimiento'; en ruso: Пологи) una ciudad ucraniana perteneciente al óblast de Zaporiyia. Situada en el sur del país, sirve como centro administrativo del raión de Pologi y centro del municipio (hromada) homónimo.
La ciudad se encuentra ocupada por Rusia desde el 3 de marzo de 2022 como parte de la invasión rusa de Ucrania de 2022.

## Geografía
Pologi es un nudo ferroviario en la margen izquierda del río Kinska, unos 91 km al sureste de Zaporiyia.

## Historia
Pologi fue fundada en 1887 con su nombre actual durante la construcción de un ferrocarril que conectaba el puerto marítimo de Berdiansk con el Dombás y Járkiv. Desde 1894, los talleres de reparación de ferrocarriles ya comenzaron a funcionar aquí y se construyó la estación de tren de Pologi. Los residentes de Pologi participaron en los eventos revolucionarios de 1905, se formaron círculos socialdemócratas en la estación de tren y en casi todos los asentamientos y se realizaron huelgas.
En 1923, se elevó al pueblo a la categoría de asentamiento de tipo urbano. De 1928 a 1937, llevó el nombre de Chubarivka, en honor al revolucionario bolchevique ucraniano y político soviético Vlas Chubar. El 20 de mayo de 1934, el centro del distrito de Chubarivka se trasladó al pueblo de Guliaipole, y ya el 17 de febrero de 1935 se devolvió a Chubarivka. Después de las purgas de Stalin, el asentamiento recuperó su nombre original y se le otorgó el estatus de ciudad en 1938.
En la Segunda Guerra Mundial, Pologi fue ocupada por los alemanes desde el 5 de octubre de 1941 hasta el 17 de septiembre de 1943. Durante ese tiempo fue la capital del distrito de Pologi dentro del Comisariado Imperial de Ucrania y alrededor de mil jóvenes fueron llevados a trabajos forzados en Alemania.
El 3 de marzo de 2022, después de que se produjera la invasión rusa de Ucrania, la ciudad cayó en manos de las fuerzas rusas.Las fuerzas rusas fortificaron fuertemente las áreas cercanas a la ciudad en anticipación de la contraofensiva ucraniana de 2023. En mayo de 2023, informes de residentes comunes de Pologi, así como del alcalde exiliado, dijeron que Rusia estaba sacando por la fuerza a civiles de la ciudad para ser trasladados a Berdiansk, en lo más profundo del territorio ocupado por Rusia. En julio de 2023, un equipo de drones ucraniano de tres hombres utilizó un dron portador de explosivos para hacer estallar un sistema de guerra electrónica ruso montado en una torre en Pologi.

## Demografía
La evolución de la población de Pologi entre 1939 y 2022 fue la siguiente:
| 12 944                                                        | 16 490 | 20 048 | 22 873 | 25 336 | 22 206 | 21 103 | 14 358 | 18 886 | 18 111 |
| (Fuente: Cities & Towns of Ukraine y UKRAINE: Größere Städte) |        |        |        |        |        |        |        |        |        |

Según el censo de 2001, el 91,2% de la población son ucranianos y el 7,2% son rusos. En cuanto al idioma, la lengua materna de la mayoría de los habitantes, el 90,59%, es el ucraniano; del 8,76% es el ruso.

## Infraestructura

### Arquitectura, monumentos y lugares de interés
La ciudad cuenta con un museo local que cuenta la larga historia e importancia del asentamiento, situado en un antiguo edificio bancario de 1901. También cuenta con el museo de Museo Safonovo de Historia y Costumbres Locales el cual fue creado en los 90s.

### Transporte
Pologi es considerado un nudo ferroviario, con conexiones Zaporiyia-Pologi, Pologi-Chápline u otros destinos como Berdiansk, Dnipró o Kiev. La carretera de importancia nacional N08 Boríspil-Zaporiyia-Mariúpol también atraviesa la ciudad.

## Personas ilustres
- Polina Zhemchúzhina (1897-1970): política soviética ucraniana y la esposa del Ministro de Asuntos Exteriores soviético Viacheslav Mólotov.
- Alexander Rudakov (1910-1966): político soviético ucraniano.
- Viktor Poltavets (1925-2003): artista soviético y ucraniano ganador de diversos premios en la RSS de Ucrania y luego en la Ucrania independiente.
- Vitali Satski (1930-2017): político soviético y ucraniano que fue director de Zaporizhstal.
- Volodímir Kosak (1959): político ucraniano por el Partido de las Regiones y ex director de Ukrzaliznytsia.

## Galería

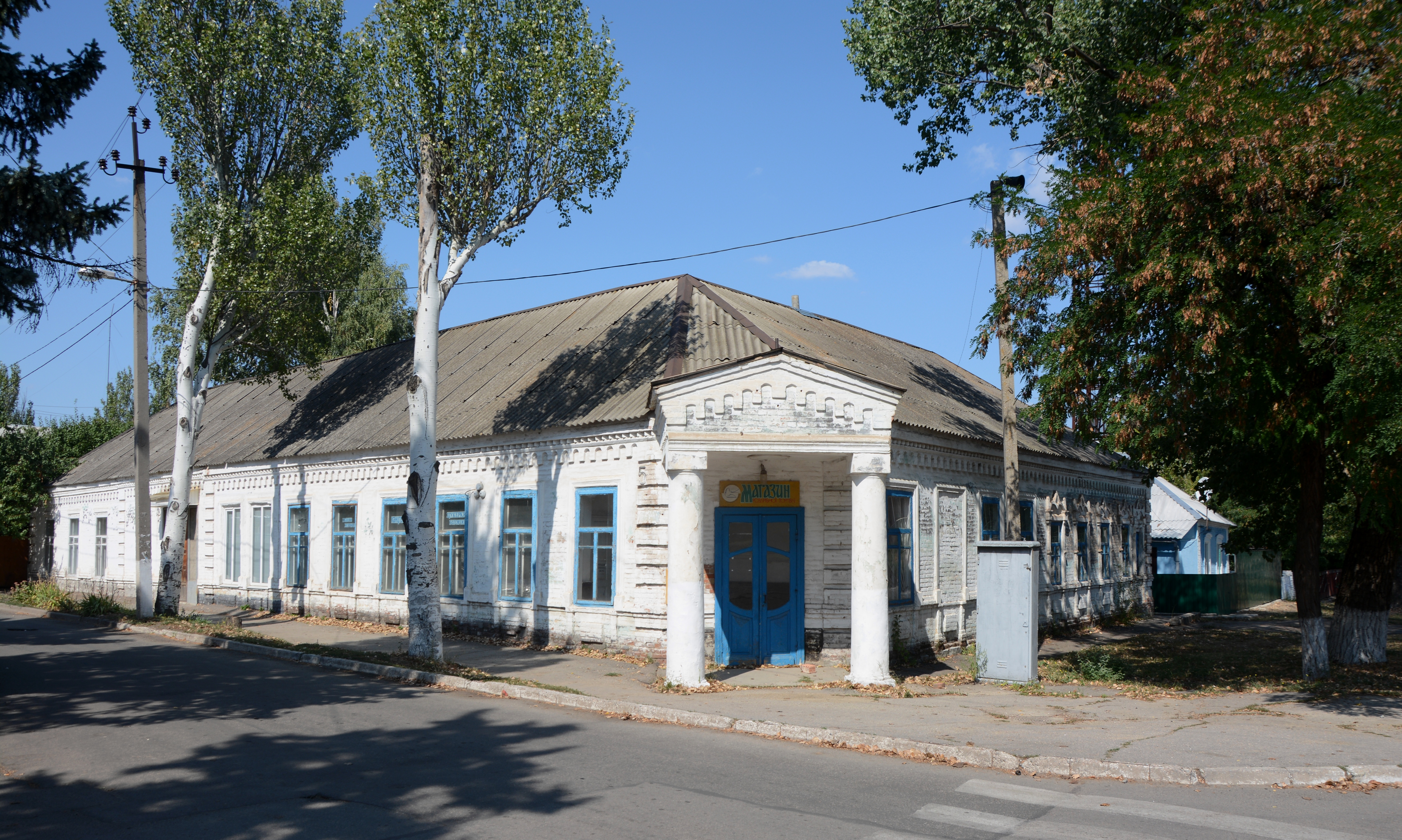
Antigua casa de avituallamiento
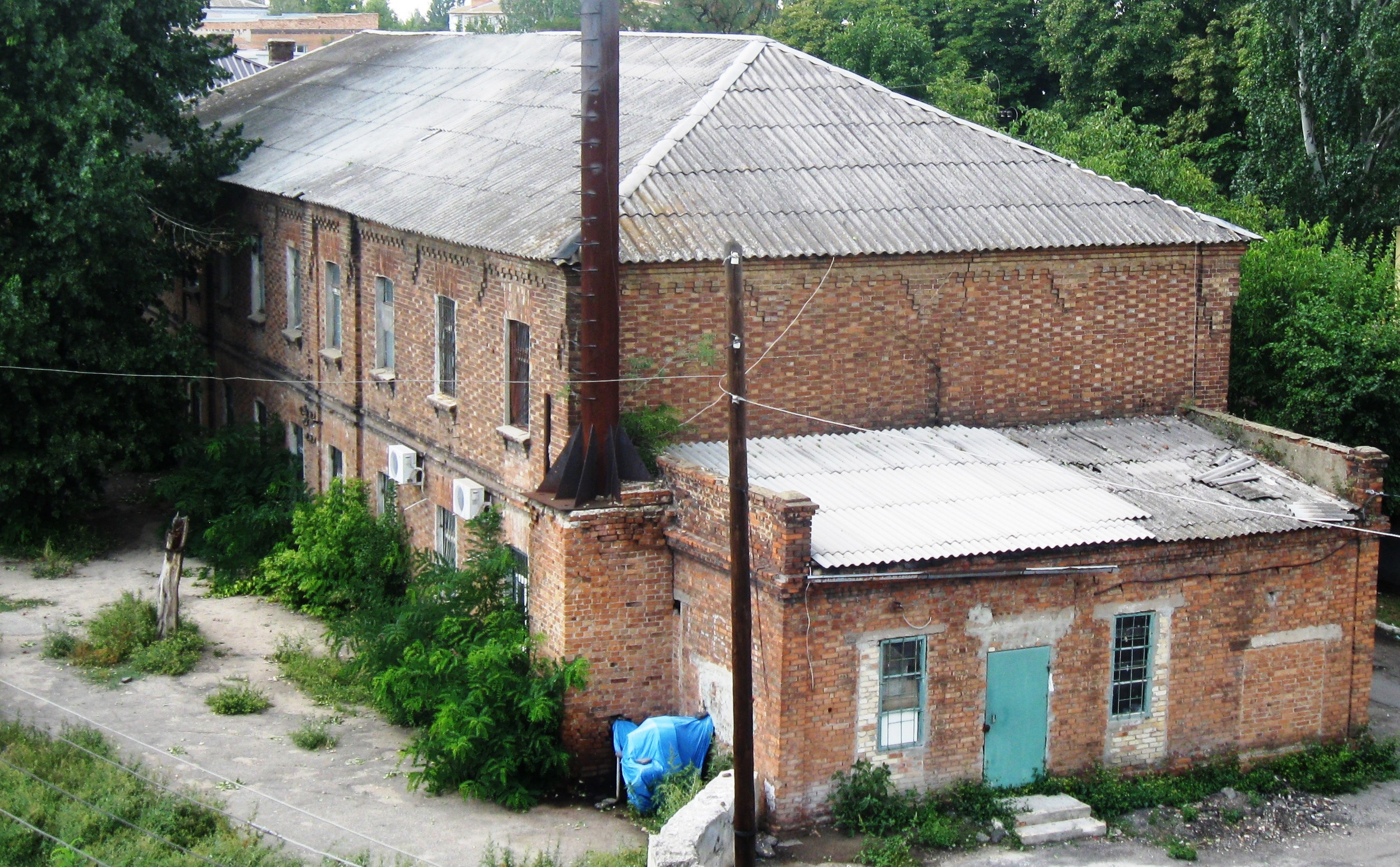
Antiguo instituto masculino de Pologui
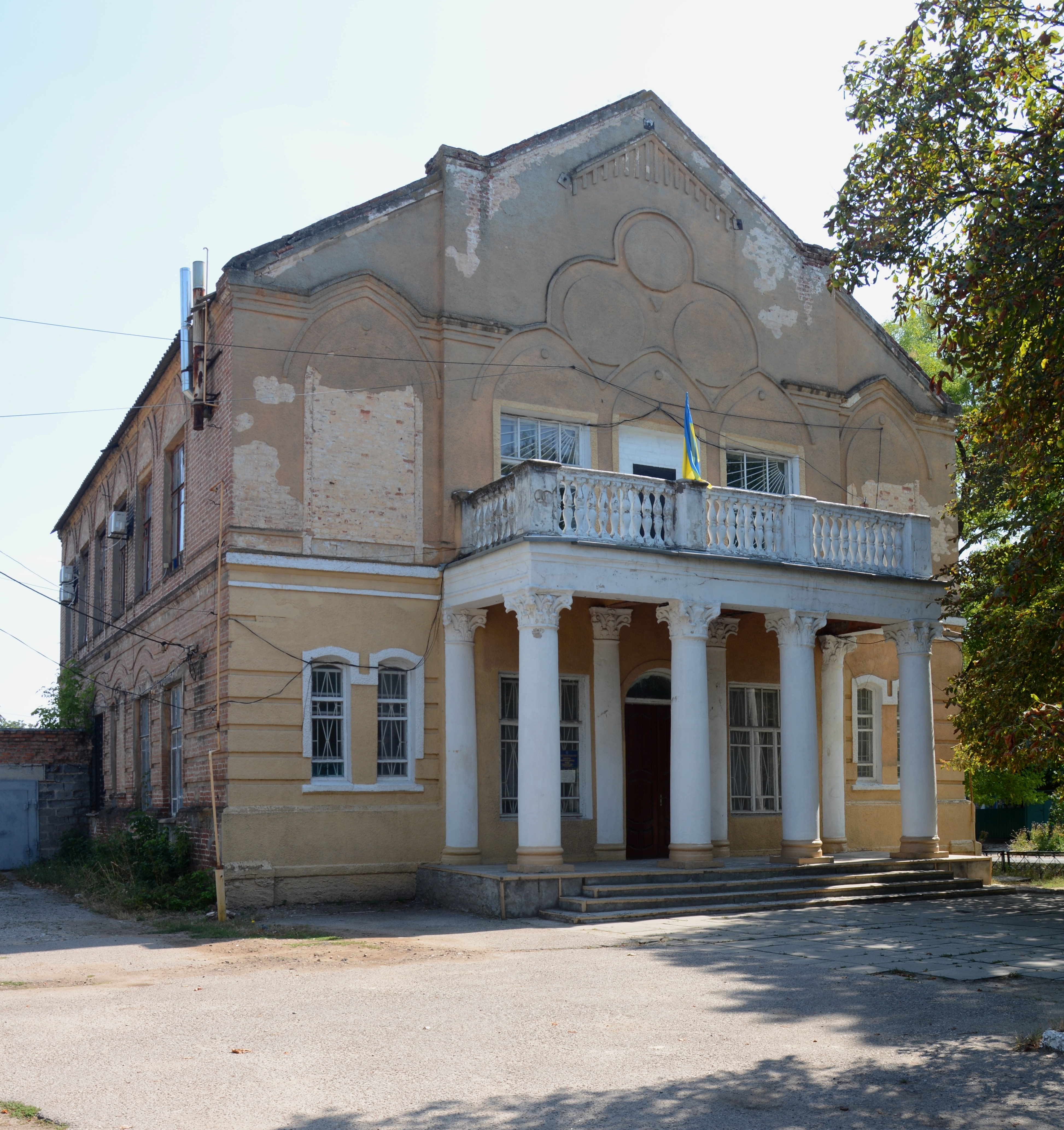
Antigua sinagoga
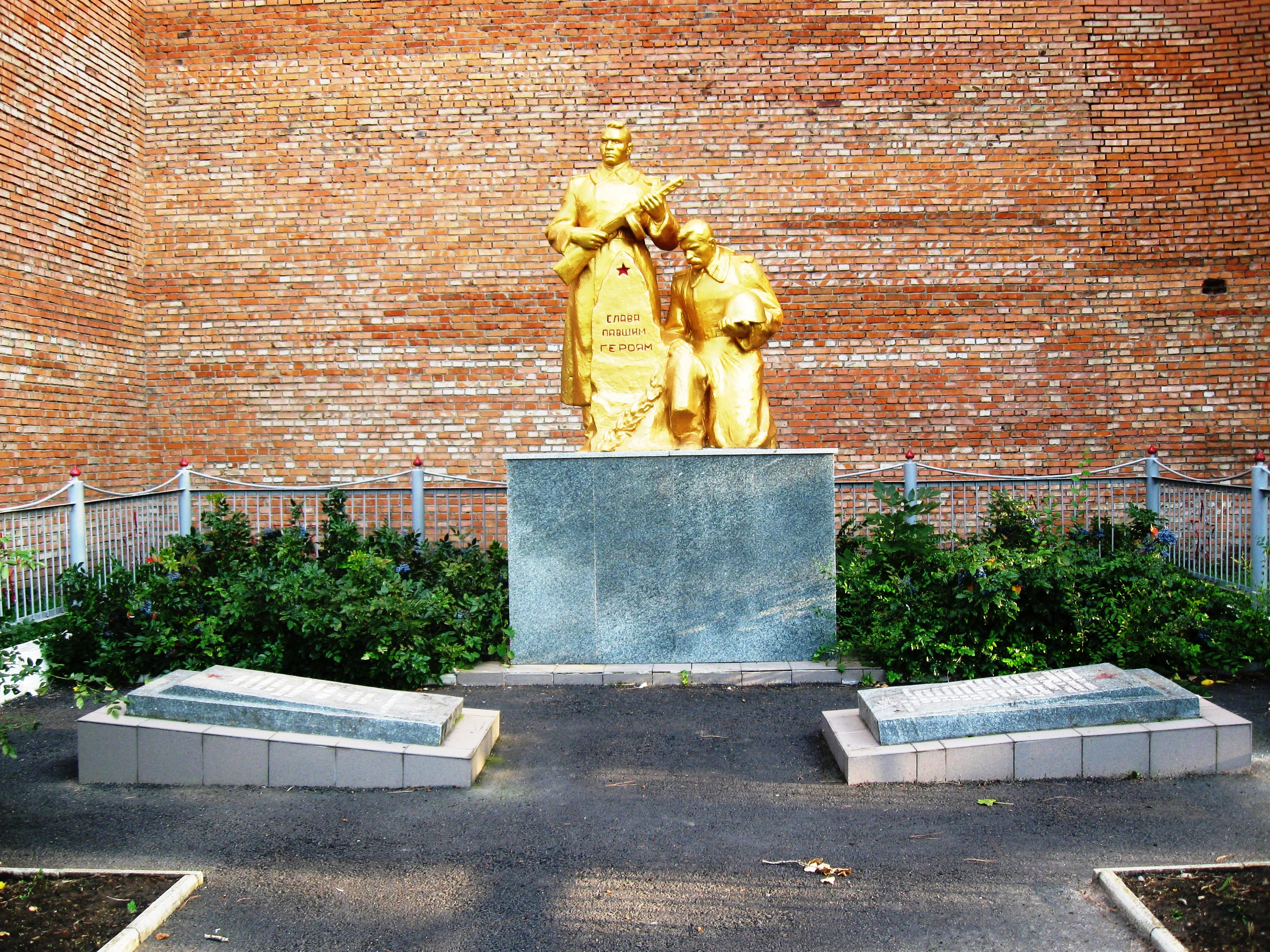
Memorial soviético de la Segunda Guerra Mundial